# Werfen (Oostenrijk)
Werfen is een gemeente in de Oostenrijkse deelstaat Salzburger Land, en maakt deel uit van het district Sankt Johann im Pongau.
Werfen telt 3085 inwoners.

## Geschiedenis
Belangrijk in de ontwikkeling van Werfen is de burcht Hohenwerfen. Deze burcht is een moeilijk neembare vesting, waarvan de bouw begon in het midden van de 11de eeuw.

## Bezienswaardigheden
In Werfen ligt de ingang van het Eisriesenwelt, de langste ijsgrot ter wereld.

## Foto's

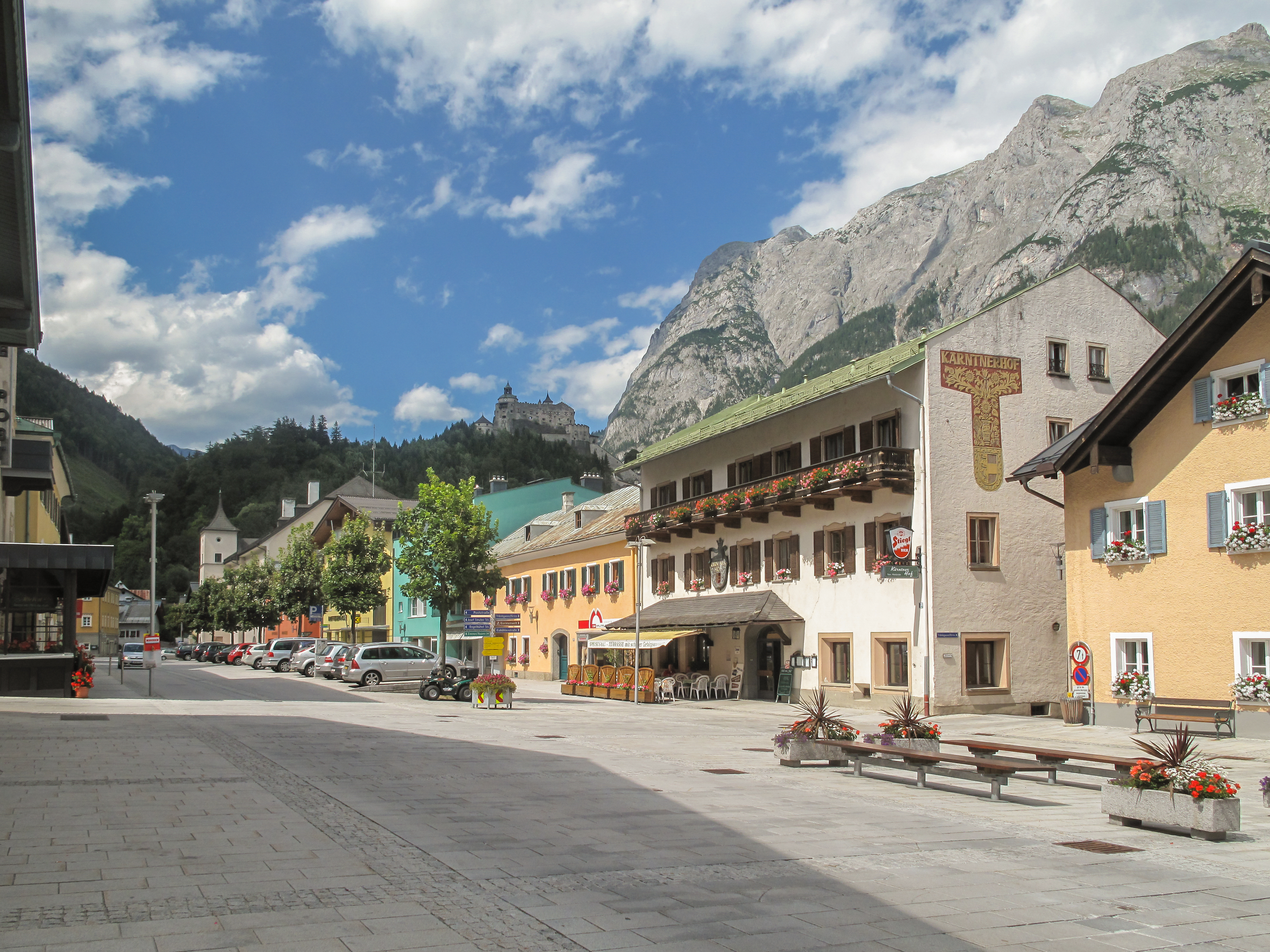
Werfen, straatzicht
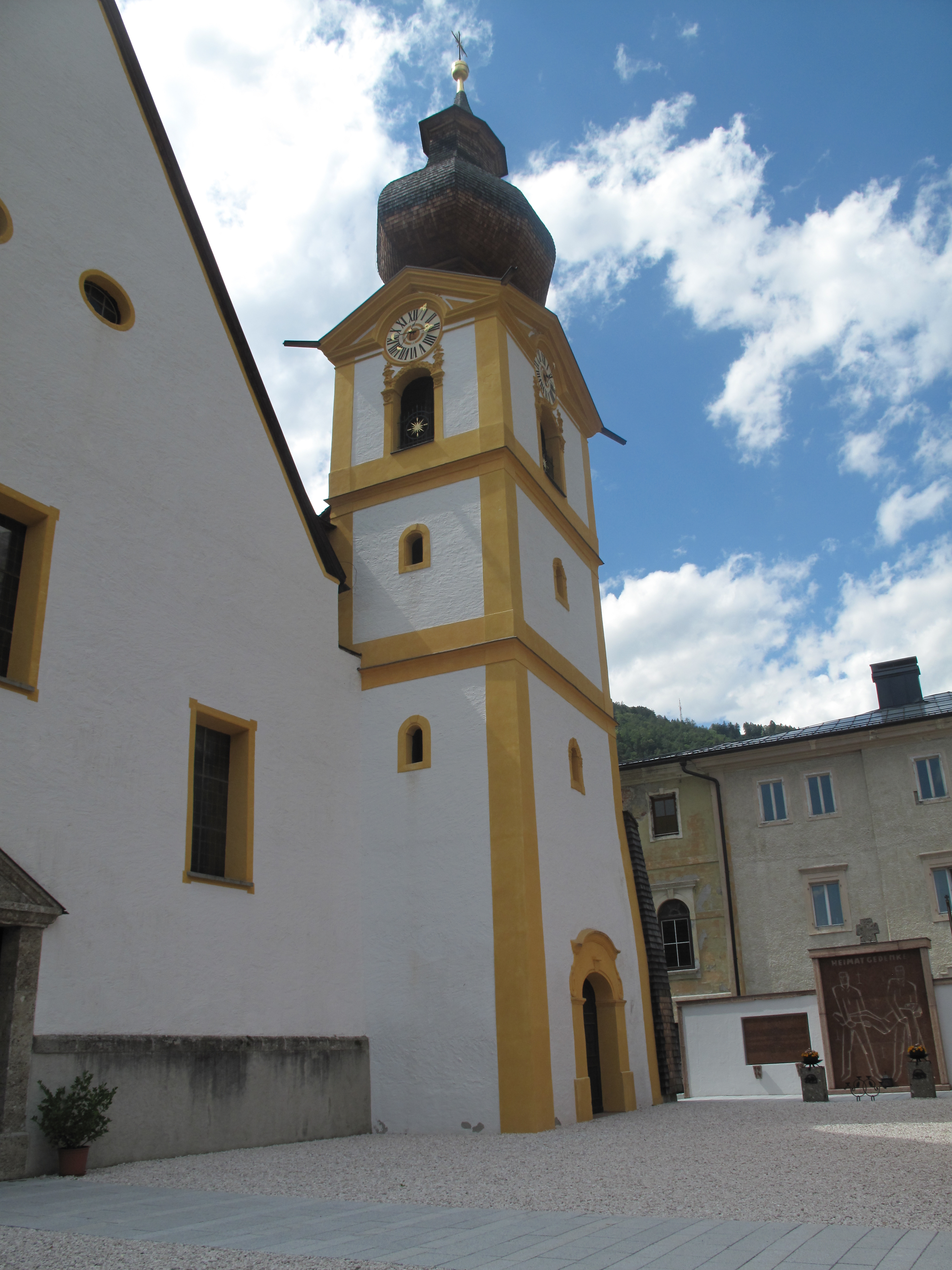
Werfen, kerktoren

Altenmarkt im Pongau ·
Bad Gastein ·
Bad Hofgastein ·
Bischofshofen ·
Dorfgastein ·
Eben im Pongau ·
Filzmoos ·
Flachau ·
Forstau ·
Goldegg im Pongau ·
Großarl ·
Hüttau ·
Hüttschlag ·
Kleinarl ·
Mühlbach am Hochkönig ·
Pfarrwerfen ·
Radstadt ·
St. Johann im Pongau ·
St. Martin am Tennengebirge ·
St. Veit im Pongau ·
Schwarzach im Pongau ·
Untertauern ·
Wagrain ·
Werfen ·
Werfenweng
- Gemeinsame Normdatei: 4272999-3
- Library of Congress Control Number: no2013099243
- Virtual International Authority File: 305281398
- WorldCat: E39PBJc3GqqVg4mbtwW4VBgxjC